# 스타 오션: 더 세컨드 스토리
스타 오션: 더 세컨드 스토리(Star Ocean: The Second Story)는 트라이에이스가 개발하고 에닉스가 PlayStation용으로 출시한 액션 롤플레잉 비디오 게임이다. 스타 오션 시리즈의 두 번째 게임이자 소니 컴퓨터 엔터테인먼트가 1999년 5월 북미, 2000년 4월 유럽에 출시하여 일본 이외 지역에서 출시되는 시리즈의 첫 번째 게임이다. 과학 판타지 세계를 배경으로 하는 이 이야기는 중세 수준의 미개발 행성에 고립된 우주 여행 지구 조직의 생도인 클로드 C. 케니라는 청년을 중심으로 진행된다. 그곳에서 그는 여러 동료를 만나고 집으로 가는 길을 찾기 전에 여러 세계에 걸쳐 있는 사악한 조직의 음모를 막아야 한다. 이 게임은 만화와 애니메이션 각색의 기초가 되었다.
스타 오션: 세컨드 에볼루션(Star Ocean: Second Evolution)이라는 향상된 리마스터는 토세에서 개발되었으며 나중에 2008년 4월 일본에서 PlayStation Portable용으로 출시되었고 2009년 북미, 유럽 및 호주에서는 출시되었다. 프로덕션 I.G의 새로운 애니메이션 컷신, 재녹음된 사운드트랙, 추가 스토리 요소가 특징이다.
세컨드 에볼루션은 2015년 10월 일본에서 PlayStation 4 및 PlayStation Vita용으로 출시되었으며 이후 2015년 12월에 PlayStation 3용으로 출시되었다(PSP 버전에서 포팅하고 개선 사항은 Gemdrops에서 수행함). 다운로드 버전에는 향상된 그래픽과 BGM, 새로운 주제곡, DLC 항목이 포함되어 있다. 스퀘어 에닉스는 이 버전을 일본 이외 지역에서 출시한 적이 없다.
Gemdrops가 개발한 스타 오션: 더 세컨드 스토리 R이라는 새로운 리메이크 작품은 2023년 11월 2일 스팀을 통해 Nintendo Switch, PlayStation 4, PlayStation 5, PC용으로 출시될 예정이다.

## 평가
| 평가 |                          |
| --- | ------------------------ |
| 통합 점수 통합사 점수 게임랭킹스 (PS) 79% [ 1 ] (PSP) 76% [ 2 ] 메타크리틱 (PS) 80/100 [ 3 ] (PSP) 75/100 [ 4 ] 평론 점수 평론사 점수 패미츠 (PS) 33/40 [ 5 ] 게임 인포머 (PS) 7.5/10 [ 6 ] (PSP) 7/10 [ 7 ] 게임스팟 (PS) 8.3/10 [ 8 ] (PSP) 7.5/10 [ 9 ] IGN (PS) 8.8/10 [ 10 ] (PSP) 8/10 [ 11 ] 넥스트 제네레이션 [ 12 ] Gamers (PS) 4.6/5 [ 13 ] |                          |
| 통합 점수 |                          |
| 통합사 | 점수                     |
| 게임랭킹스 | (PS) 79% (PSP) 76%       |
| 메타크리틱 | (PS) 80/100 (PSP) 75/100 |
| 평론 점수 |                          |
| 평론사 | 점수                     |
| 패미츠 | (PS) 33/40               |
| 게임 인포머 | (PS) 7.5/10 (PSP) 7/10   |
| 게임스팟 | (PS) 8.3/10 (PSP) 7.5/10 |
| IGN | (PS) 8.8/10 (PSP) 8/10   |
| 넥스트 제네레이션 | [ 12 ]                   |
| Gamers | (PS) 4.6/5               |